# Парентеза
Парентеза (парантеза, вставка) (от греч. παρένθεσις — вставка) — фигура порядка слов, вставка одной фразы внутрь другой без грамматической связи. Парентезы выделяются с двух сторон скобками или тире.
Для того я (в проявленном - сила)
Всё родное на суд отдаю,
Чтобы молодость вечно хранила
Беспокойную юность моюМарина Цветаева

## Виды парентезы и примеры их употребления
Аллотриология — вид парентезы, при котором тематическая связь между вставной и основной фразами опосредованная или её не наблюдается вообще:
Всходили и гасли звёзды
(Откуда такая нежность?),
Всходили и гасли очи
У самых моих очейМарина Цветаева
Анаподатон — протяжённая парентеза:
И не оттого, что эти
Строки, писанные с грустью,
Будешь разбирать – смеясь,
(Писанные мной одною –
Одному тебе! – впервые! –
Расколдуешь – не один)Марина Цветаева
Катаплока — риторическое восклицание, оформленное как парентеза; конвергенция парентезы и риторического восклицания:
Другой к стеночке пошёл
Искать прибыли
(И гордец же был – соко́л!)
Разом выбилиМарина Цветаева
Парэмбола — вид парентезы, при котором наблюдается очень тесная тематическая связь между главной и вставной фразами:
Не стало бы ни тяжелой работы (трех часов в день  было  б  вполне  достаточно,  согласно нашим  вычислениям,  и  эти  три  часа  обязательной  работы  налагались  бы государством  на  каждого  взрослого  гражданина,  а  больше  никому  бы  не позволяли работать - и мне бы тоже),  ни  бедняков,  внушающих  жалость,  ни богачей, внушающих зависть, - никто не будет на нас  смотреть  сверху  вниз, как и нам не на кого будет глядеть снизу вверх (последнее не так уж приятно) - вся наша жизнь будет без нашего участия устроена и упорядочена, и нам ни о чем другом не останется думать, как только о славном  призвании  (каково  бы оно ни было) человечества!Джером К. Джером
Эпексегезис — парентеза, выполняющая функцию пояснения смысла основной фразы:
И тогда – сострадательным покрывалом –
До́лу, знаменем прошумя.
Нету тайны у занавеса – от зала
(Зала – жизнь, занавес – я)Марина Цветаева